# Granica (Lichynia)
Granica – przysiółek w Polsce położony w województwie opolskim, w powiecie strzeleckim, w gminie Leśnica. Miejscowość wchodzi w skład sołectwa Lichynia.
W latach 1975–1998 miejscowość położona była w województwie opolskim.
W okolicy przysiółka znajdują się dwa rezerwaty przyrody (Grafik oraz Boże Oko).